# Hanshin Tigers
O Hanshin Tigers é um clube profissional de beisebol sediado em Nishinomiya, Japão. A equipe disputa a Nippon Professional Baseball.

## História
Foi fundado em 10 de dezembro de 1935.